# Enthalpie
Enthalpie, aangeduid met het symbool {\displaystyle H}, is een grootheid uit de thermodynamica. De enthalpie is een toestandsfunctie en is gedefinieerd als
{\displaystyle H=U+pV}
Daarin is {\displaystyle U} de inwendige energie, {\displaystyle p} de druk en {\displaystyle V} het volume. De enthalpie heeft de joule (J) als SI-eenheid.
Door differentiatie volgt uit bovenstaande definitie:
{\displaystyle {\rm {d}}H={\rm {d}}U+p\,{\rm {d}}V+V\,{\rm {d}}p}
wat via de fundamentele vergelijking van de thermodynamica (voor processen zonder stofuitwisseling met de omgeving en andere arbeid dan druk-volumearbeid)
{\displaystyle {\rm {d}}U=T\,{\rm {d}}S-p\,{\rm {d}}V}
geschreven kan worden als
{\displaystyle {\rm {d}}H=T\,{\rm {d}}S+V\,{\rm {d}}p}
waarbij {\displaystyle S} de entropie is, en {\displaystyle T} de (absolute) temperatuur. Een verandering in enthalpie wordt dus eenvoudig uitgedrukt in functie van de veranderingen in de 'natuurlijke variabelen' {\displaystyle p} en {\displaystyle S}.

## Processen bij constante druk
Enthalpie is zo gedefinieerd dat het enthalpieverschil tussen twee toestanden bij constante druk gelijk is aan de totale opgenomen of afgestane hoeveelheid warmte {\displaystyle q}. Het is daarom dat enthalpie in de scheikunde een meer gebruikte grootheid is dan interne energie {\displaystyle U}. Veel reacties zijn immers relatief eenvoudig uit te voeren bij (ongeveer) gelijkblijvende druk en temperatuur.
Voor een proces met constante druk {\displaystyle p=p_{\mathrm {omg} }} is de druk-volumearbeid {\displaystyle w_{pV}=-p\mathrm {d} V}. De enthalpieverandering wordt dan, via de eerste hoofdwet
{\displaystyle {\begin{aligned}{\rm {d}}H&={\rm {d}}U+{\rm {d}}(pV)\\&=(q-p\,{\rm {d}}V)+p\,{\rm {d}}V\\&=q\end{aligned}}}
Processen bij (vrijwel) constante druk treden veel op bij atmosferische verschijnselen en zeer veel processen in het dagelijkse leven. Bij het opwarmen van een systeem bij constante druk kan de verandering van de enthalpie daarom gelijkgesteld worden aan de toegevoegde warmte:
{\displaystyle \Delta H=q_{p}}
Daarmee is er ook een verband tussen de warmtecapaciteit bij constante druk {\displaystyle C_{p}} en de enthalpie:
{\displaystyle H=\int C_{p}\,{\rm {d}}T} ofwel {\displaystyle C_{p}=\left({\frac {\partial H}{\partial T}}\right)_{p}}
In principe zou men dus de enthalpie van een systeem (een stof bijvoorbeeld) kunnen berekenen als warmtecapaciteiten vanaf 0 K (het absolute nulpunt) bekend waren. De waarde van de enthalpie bij 0 K is echter niet gedefinieerd. Dat wil zeggen dat de absolute waarde van {\displaystyle H} nooit bekend is. Men kan slechts spreken van een goed gedefinieerd verschil {\displaystyle \Delta H} dat gekoppeld is aan een bepaald proces (bijvoorbeeld het verwarmen vanaf 0 K).

## Reactie-enthalpie
De enthalpie is een extensieve grootheid, waardoor de enthalpie wijzigt wanneer de stofhoeveelheid wijzigt. Deze kan wijzigen doordat het een open systeem is, of doordat er in het systeem een chemische reactie plaatsvindt. De verandering in enthalpie in functie van de verandering in stofhoeveelheid hangt samen met de chemische potentiaal {\displaystyle \mu } volgens
{\displaystyle {\rm {d}}H=T\,{\rm {d}}S+V\,{\rm {d}}p+\sum \mu _{i}\,{\rm {d}}n_{i}}
In het geval van een chemische reactie zijn de veranderingen in stofhoeveelheid aan elkaar gekoppeld volgens de stoichiometrie van de reactie en geldt: {\displaystyle {\rm {d}}n_{i}=\nu _{i}\,{\rm {d}}\xi } waarbij {\displaystyle \nu } de stoichiometrische coëfficiënt is en {\displaystyle \xi } de vorderingsgraad. Men toont aan dat de enthalpieverandering ten gevolge van een chemische reactie bij constante druk en temperatuur te schrijven is als
{\displaystyle {\rm {d}}H=\Delta _{\mathrm {r} }H\,{\rm {d}}\xi }
Hierbij is {\displaystyle \Delta _{\mathrm {r} }H} de reactie-enthalpie, de verandering in de enthalpie per mol keer de chemische reactie (bij constante {\displaystyle p} en {\displaystyle T}) plaatsvindt. Dat komt overeen met de warmte die bij zo'n reactie vrijkomt of juist moet worden toegevoegd. De reactie-enthalpie is de som van de partieel molaire enthalpie van elke stof, telkens vermenigvuldigd met de coëfficiënt in de reactievergelijking. 
{\displaystyle \Delta _{\mathrm {r} }H=\sum \nu _{i}H_{i}}
waarbij de coëfficiënt negatief is voor reagentia. Worden de coëfficiënt van reagentia R en producten P alle als positief gezien, wordt dit ook genoteerd als 
{\displaystyle \Delta _{\mathrm {r} }H=\sum \nu _{\mathrm {P} }H_{\mathrm {P} }-\sum \nu _{\mathrm {R} }H_{\mathrm {R} }}

### Standaardreactie-enthalpie
Men spreekt over de standaardreactie-enthalpie {\displaystyle \Delta _{\mathrm {r} }H^{\ominus }} als alle reagentia en reactieproducten in de standaardtoestand aanwezig zijn. Er zijn meerdere conventies mogelijk, maar typisch wordt hiermee bedoeld dat 
- alle stoffen aanwezig zijn in de fase die meest stabiel is bij de standaarddruk ({\displaystyle p^{\ominus }} = 1 bar) en de gegeven temperatuur
- vloeistoffen en vaste stoffen als zuivere fase aanwezig zijn
- gassen ideaal gedrag vertonen, en de partieeldruk {\displaystyle p^{\ominus }} = 100 kPa bedraagt
- opgeloste stoffen zich als oneindig verdund gedragen, en de molaire concentratie {\displaystyle c^{\ominus }} = 1 mol dm−3 bedraagt.

De thermodynamische standaardtoestand, aangeduid met de plimsoll {\displaystyle \ominus }, is niet altijd voor een reactie bij 25 °C. Als een enkele waarde gegeven wordt, bedoelt men echter meestal wel 25 °C.

### Wet van Hess
De waarde van de reactie-enthalpie is gekoppeld aan de reactievergelijking zoals ze genoteerd is. Hoewel chemisch gesproken de volgende twee reacties hetzelfde proces voorstellen, verschilt de waarde van de reactie-enthalpie met een factor twee
{\displaystyle {\ce {2H2(g) + O2(g) -> 2H2O(l)}}} waarbij {\displaystyle \Delta _{\mathrm {r} }H^{\ominus }=2H_{\mathrm {H_{2}O(l)} }^{\ominus }-2H_{\mathrm {H_{2}(g)} }^{\ominus }-H_{\mathrm {O_{2}(g)} }^{\ominus }} = −571,66 kJ mol−1
{\displaystyle {\ce {H2(g) + 1/2 O2(g) -> H2O(l)}}} waarbij {\displaystyle \Delta _{\mathrm {r} }H^{\ominus }=H_{\mathrm {H_{2}O(l)} }^{\ominus }-H_{\mathrm {H_{2}(g)} }^{\ominus }-{\frac {1}{2}}H_{\mathrm {O_{2}(g)} }^{\ominus }} = −285,83 kJ mol−1
Een dergelijk verband tussen reactievergelijking en de reactie-enthalpie is gekend als de wet van Hess, en volgt uit het feit dat de enthalpie een toestandsfunctie is: de enthalpie is onafhankelijk van de gevolgde weg.
Beschouw bijvoorbeeld de volgende drie denkbeeldige reacties:
1. {\displaystyle {\ce {A + B -> AB}}}
2. {\displaystyle {\ce {AB + B -> AB2}}}
3. {\displaystyle {\ce {A + 2B -> AB2}}}

Reactie 3 heeft hetzelfde effect als reactie 1 gevolgd door reactie 2. Dat betekent dat de reactie-enthalpie van reactie 3 gelijk is aan de som van de reactie-enthalpie van reacties 1 en 2.

### Volledige verbranding
Een voorbeeld van reactie-enthalpie is de verbrandingswarmte {\displaystyle \Delta _{\text{c}}H}. Dit is de enthalpie bij een reactie van de stof (met coëfficiënt {\displaystyle \nu =-1}) met zuurstofgas waarin alleen {\displaystyle {\ce {CO2, H2O}}} en metaaloxiden in hun hoogste oxidatietoestand gevormd worden (dus geen {\displaystyle {\ce {CO}}} of {\displaystyle {\ce {C}}}). Verbrandingswarmtes kunnen gemeten worden in een calorimeter bij constante druk.

### Vormingsenthalpie
De vormingsenthalpie {\displaystyle \Delta _{\text{f}}H} van een chemische verbinding is de reactie-enthalpie van de reactie waarbij die verbinding (met coëfficiënt {\displaystyle \nu =1}) wordt gevormd uit de enkelvoudige stoffen. De waarde van de vormingsenthalpie voor een enkelvoudige stof is gelijk aan nul.
De standaardvormingsenthalpie {\displaystyle \Delta _{\text{f}}H^{\ominus }} van een chemische verbinding is de vormingsenthalpie van die verbinding bij standaardomstandigheden. De standaardvormingsenthalpie is temperatuursafhankelijk. Tabellen van {\displaystyle \Delta _{\text{f}}H^{\ominus }}-waarden zijn geldig bij een gespecifieerde temperatuur. 
De standaardvormingsenthalpie van heel veel verbindingen is gepubliceerd in tabellenboeken.
Met die gegevens kan men de standaardreactie-enthalpie van een willekeurige reactie berekenen door toepassing van de wet van Hess.
Neem bijvoorbeeld de reductie van ijzer(III)oxide tot ijzer, zoals die in een hoogoven plaatsvindt:
{\displaystyle {\ce {Fe2O3 + 3CO -> 3 CO2 + 2Fe}}}
Die reactie is theoretisch te beschouwen als een combinatie van de volgende reacties:
1. {\displaystyle {\ce {Fe2O3 -> 2Fe + 3/2 O2}}}
2. {\displaystyle {\ce {3CO -> 3C + 3/2 O2}}}
3. {\displaystyle {\ce {3C + 3O2 -> 3CO2}}}

Dus de reactie-enthalpie van de reductie van ijzer(III)oxide is gelijk aan de som van de reactie-enthalpieën van reacties 1, 2 en 3. Die reactie-enthalpieën zijn in de tabellenboeken voor standaardvormingsenthalpieën te vinden:
- De reactie-enthalpie van reactie 1 is de negatieve waarde van de vormingsenthalpie van {\displaystyle {\ce {Fe2O3}}}
- De reactie-enthalpie van reactie 2 is drie maal de negatieve waarde van de vormingsenthalpie van {\displaystyle {\ce {CO}}}
- De reactie-enthalpie van reactie 3 is drie maal de waarde van de vormingsenthalpie van {\displaystyle {\ce {CO2}}}

zodat
{\displaystyle \Delta _{\mathrm {r} }H^{\ominus }=3\Delta _{\mathrm {f} }H_{\mathrm {CO_{2}} }^{\ominus }-\Delta _{\mathrm {f} }H_{\mathrm {Fe_{2}O_{3}} }^{\ominus }-3\Delta _{\mathrm {f} }H_{\mathrm {CO} }^{\ominus }}

## Excesenthalpie
Als twee niet reagerende vloeistoffen of gassen worden gemengd, kan daarbij warmte vrijkomen of worden opgenomen uit de omgeving, de zogeheten excesenthalpie {\displaystyle H^{\mathsf {E}}}. De oorsprong van de excesenthalpie is te vinden in de intermoleculaire krachten. Bij ideale mengsels geldt {\displaystyle H^{\mathsf {E}}=0}.
Exotherm mengproces
Ligt het enthalpieniveau van het mengsel na de menging lager dan ervoor, dan is er warmte afgegeven aan de omgeving; de excesenthalpie is negatief. Een voorbeeld is het mengen van pure methanol en puur water.
Endotherm mengproces
Ligt het enthalpieniveau van het mengsel na de menging hoger dan ervoor, dan is er warmte opgenomen uit de omgeving; de excesenthalpie is positief. Een voorbeeld is het mengen van pure acetonitril en puur water.
De excesenthalpie kan worden berekend met een toestandsvergelijking en met een activiteitsmodel. In het geval van een activiteitsmodel geldt:
{\displaystyle H^{\mathsf {E}}=-RT^{2}\sum _{i}{\frac {\partial \ln \ \gamma _{i}}{\partial T}},}
waarin {\displaystyle \gamma _{i}} de activiteitscoëfficiënten zijn.